# Роздольненська сільська рада (Каланчацький район)
Роздо́льненська сільська́ ра́да — адміністративно-територіальна одиниця та орган місцевого самоврядування в Каланчацькому районі Херсонської області. Адміністративний центр — селище Роздольне.

## Загальні відомості
Роздольненська сільська рада утворена в 1956 році.
- Територія ради: 44,7 км²
- Населення ради: 1 336 осіб (станом на 2001 рік)
- Водоймища на території ради: Каркінітська затока Чорного моря

## Населені пункти
Сільській раді підпорядковані населені пункти:
- с-ще Роздольне

## Склад ради
Рада складається з 16 депутатів та голови.
- Голова ради: Холодир Антоніна Володимирівна
- Секретар ради: Мельник Людмила Григорівна

### Керівний склад попередніх скликань
| Прізвище, ім'я, по батькові    | Основні відомості                                                               | Дата обрання | Дата звільнення |
| ------------------------------ | ------------------------------------------------------------------------------- | ------------ | --------------- |
| Холодир Антоніна Володимирівна | Сільський голова, 1959 року народження, освіта середня спеціальна, позапартійна | 26.03.2006   | 31.10.2010      |
| Холодир Антоніна Володимирівна | Сільський голова, 1959 року народження, освіта середня спеціальна, позапартійна | 31.10.2010   |                 |

Примітка: таблиця складена за даними сайту Верховної Ради України

### Депутати
За результатами місцевих виборів 2010 року депутатами ради стали:

#### За суб'єктами висування
| Суб'єкт висування           | Кількість обраних депутатів | %    |
| --------------------------- | --------------------------- | ---- |
| Комуністична партія України | 7                           | 43,8 |
| Партія регіонів             | 6                           | 37,5 |
| Самовисування               | 3                           | 18,8 |

#### За округами
| № округу                    | Прізвище, ім'я, по батькові  | Дата визнання обраним | Освіта             | Партійна приналежність                        | Відомості про обраного депутата                           |
| --------------------------- | ---------------------------- | --------------------- | ------------------ | --------------------------------------------- | --------------------------------------------------------- |
| Комуністична партія України |                              |                       |                    |                                               |                                                           |
| 3                           | Дмитренко Микола Миколайович | 03.11.2010            | середня спеціальна | позапартійний                                 | тимчасово не працює                                       |
| 4                           | Бриняк Іван Іванович         | 03.11.2010            | середня            | позапартійний                                 | тимчасово не працює                                       |
| 7                           | Колісніченко Надія Іванівна  | 03.11.2010            | вища               | член Комуністичної партії України             | пенсіонер                                                 |
| 12                          | Ковальов Микола Павлович     | 03.11.2010            | вища               | член Комуністичної партії України             | пенсіонер                                                 |
| 13                          | Жураковська Наталія Іванівна | 03.11.2010            | вища               | позапартійна                                  | Роздольненська загальноосвітня школа I-III ст., вчитель   |
| 14                          | Решетняк Галина Зіновіївна   | 03.11.2010            | вища               | позапартійна                                  | Роздольненська загальноосвітня школа I-III ст., вчитель   |
| 15                          | Прядка Надія Василівна       | 03.11.2010            | середня спеціальна | позапартійна                                  | пенсіонер                                                 |
| Партія регіонів             |                              |                       |                    |                                               |                                                           |
| 6                           | Тарасюк Валентина Іванівна   | 03.11.2010            | середня            | позапартійна                                  | тимчасово не працює                                       |
| 8                           | Видайко Тетяна Михайлівна    | 03.11.2010            | середня спеціальна | член Партії регіонів                          | тимчасово не працює                                       |
| 9                           | Бондар Ілона Василівна       | 03.11.2010            | вища               | позапартійна                                  | Роздольненський сільський будинок культури, директор      |
| 10                          | Замма Людмила Олександрівна  | 03.11.2010            | вища               | позапартійна                                  | Роздольненська загальноосвітня школа I-III ст., вчитель   |
| 11                          | Мельник Людмила Григорівна   | 03.11.2010            | вища               | позапартійна                                  | Роздольненська сільська рада, секретар                    |
| 16                          | Супрунюк Тетяна Пилипівна    | 03.11.2010            | вища               | позапартійна                                  | Роздольненська сільська рада, соціальний працівник        |
| Самовисування               |                              |                       |                    |                                               |                                                           |
| 1                           | Сопот Андрій Максимович      | 03.11.2010            | середня            | позапартійний                                 | Фельдшерсько-акушерський пункт, завідувач                 |
| 2                           | Книшук Марія Кузьмівна       | 03.11.2010            | середня спеціальна | позапартійна                                  | Роздольненська загальноосвітня школа I-III ст., медсестра |
| 5                           | Кіріченко Алла Сергіївна     | 03.11.2010            | середня спеціальна | член Всеукраїнського об'єднання «Батьківщина» | допологова відпустка                                      |

## Населення
Згідно з переписом УРСР 1989 року чисельність наявного населення села становила 1504 особи, з яких 726 чоловіків та 778 жінок.
За переписом населення України 2001 року в селі мешкало 1327 осіб.

### Мова
Розподіл населення за рідною мовою за даними перепису 2001 року:
| Мова       | Відсоток |
| ---------- | -------- |
| українська | 87,05 %  |
| російська  | 9,88 %   |
| вірменська | 1,42 %   |
| білоруська | 0,75 %   |
| молдовська | 0,15 %   |
| німецька   | 0,15 %   |
| грецька    | 0,07 %   |
| польська   | 0,07 %   |
| румунська  | 0,07 %   |
| угорська   | 0,07 %   |
| інші       | 0,32 %   |